# Абакаров, Гасайни Абакарович
Гасайни Абакарович Абакаров (19 сентября 1905 — 5 марта 1975, Махачкала, Дагестанская АССР) — генерал-майор советской милиции. Первый генерал милиции в Дагестане.

## Биография
Гасайни Абакарович родился 19 сентября 1905 года в селе Геба Акушинского района в многодетной мусульманской семье полного кавалера георгиевских крестов Абакара Гасайниева.

## Боевой путь
Оставшись после смерти отца в 1921 году старшим в семье, он поступает в 1926 году на военную службу кавалеристом Отдельного Дагестанского национального кавалерийского дивизиона. Через год в числе отличников боевой и политической подготовки участвует в качестве командира первого отделения дивизиона в параде на Красной площади в Москве в честь 10-летия Великой Октябрьской революции. В 1930 г. Абакаров был направлен Обкомом партии на работу в органы НКВД.
В годы Великой Отечественной войны Абакаров возглавлял оперативно-розыскные группы по ликвидации бандитов, диверсантов, немецких парашютистов и лазутчиков на территории Дагестана, мобилизовав на это все силы и средства органов НКВД, истребительных отрядов и активистов-патриотов.
Впоследствии занимал должности начальника Управления милиции НКВД ДАССР (02.07.1942-21.12.1956), заместителя министра МВД ДАССР и начальника Ножай-Юртовской опергруппы МВД СССР, где за работу на этой должности его прозвали "главным бандоловом", "грозой бандитов".
В 1959 году за заслуги перед страной Гасайни Абакаровичу было присвоено звание комиссара милиции III ранга (генерал-майор). Это был первый случай, когда дагестанец получил такое высокое милицейское звание.

## Смерть
Умер Гасайни Абакарович Абакаров 5 марта 1975 года. Похоронен в Махачкале, в парке им. Ленинского комсомола. 

## Память
- 17 августа 2010 года в сел. Геба Акушинского района состоялось открытие памятника Гасайни Абакарову. Автор — скульптор Гасан Бюрниев. Памятник установлен на возвышении в центре села[2].
- Ежегодно Министерство внутренних дел республики вручает лучшим молодым сотрудникам милиции, добившимся положительных результатов в борьбе с преступностью и охране общественного порядка, премии имени Гасайни Абакарова — символа дагестанской милиции.
- Почётное место отведено ему в музеях МВД Дагестана и Боевой Славы.
- Книга «Воспоминания о Гасайни Абакарове». Автор — Мурад Мурадханов[3].
- Имя Абакарова носит одна из улиц Махачкалы в микрорайоне 5-й посёлок.

## Оценка деятельности
Он вписал яркие страницы в историю борьбы с преступностью и бандитизмом, терроризировавшим мирное население Дагестана в 30-40–х годах прошлого века. Его называли «главным бандоловом», «легендарным милиционером», «бесстрашным генералом». 

## Личная жизнь
Жена — Агриппина Фроловна. Дочери— Галина,Людмила.Сын-Валентин
дочери : Лариса, Маргарита